# Lista de campeãs do carnaval de Macaé
Esta e uma lista sobre as campeãs do Carnaval de Macaé, referentes as campeãs de cada grupo por ano. 

## Campeãs
| Ano  | Grupo    | Escola campeã            | Ref.              |
| ---- | -------- | ------------------------ | ----------------- |
| 2003 | Especial | Rei Sol                  | [ 1 ]             |
| 2004 | Especial | Império da Barra         | [ 1 ]             |
| 2005 | Especial | Acadêmicos da Aroeira    | [ 1 ]             |
| 2006 | Especial | Castelo Imperial         | [ 1 ]             |
| 2007 | Especial | Acadêmicos da Aroeira    | [ 1 ]             |
| 2008 | Especial | Acadêmicos da Aroeira    | [ 1 ]             |
| 2009 | Especial | Acadêmicos da Aroeira    | [ 2 ] [ 3 ] [ 4 ] |
| 2009 | 1        | Unidos do Miramar        | [ 2 ] [ 3 ] [ 4 ] |
| 2009 | 2        | Foliões das Malvinas     | [ 2 ] [ 3 ] [ 4 ] |
| 2010 | Especial | Império da Barra         | [ 5 ]             |
| 2011 | Especial | Castelo Imperial         | [ 6 ]             |
| 2011 | Acesso   | Princesinha do Atlântico | [ 6 ]             |
| 2012 | Especial | Império da Barra         | [ 7 ]             |
| 2012 | Acesso   | Acadêmicos do Lagomar    | [ 7 ]             |
| 2013 | Especial | Império da Barra         | [ 8 ] [ 9 ]       |
| 2013 | Acesso   | Pulo do Gato             | [ 8 ] [ 9 ]       |
| 2014 | Especial | Império da Barra         | .                 |
| 2014 | Acesso   | Foliões das Malvinas     | .                 |
| 2015 | Especial | Princesinha do Atlântico | [ 11 ]            |
| 2015 | Acesso   | Arco Íris                | [ 11 ]            |
| 2016 | Especial | Não houve desfile        | [ 12 ]            |
| 2016 | Acesso   | Não houve desfile        | [ 12 ]            |